# USS Los Angeles (SSN-688)
Lo USS Los Angeles (hull classification symbol SSN-688) è stato un sottomarino nucleare leader dell'omonima classe, quarta nave della Marina degli Stati Uniti a prendere il nome dalla città di Los Angeles, California.
Il contratto di costruzione venne assegnato alla Newport News Shipbuilding and Dry Dock Company di Newport News, (Virginia) l'8 gennaio 1971 e l'impostazione della chiglia avvenne l'8 gennaio 1972. Il varo avvenne il 6 aprile 1974 sotto il patrocinio della signora Anne Armstrong e entrò in servizio il 13 novembre 1976.

## Storia

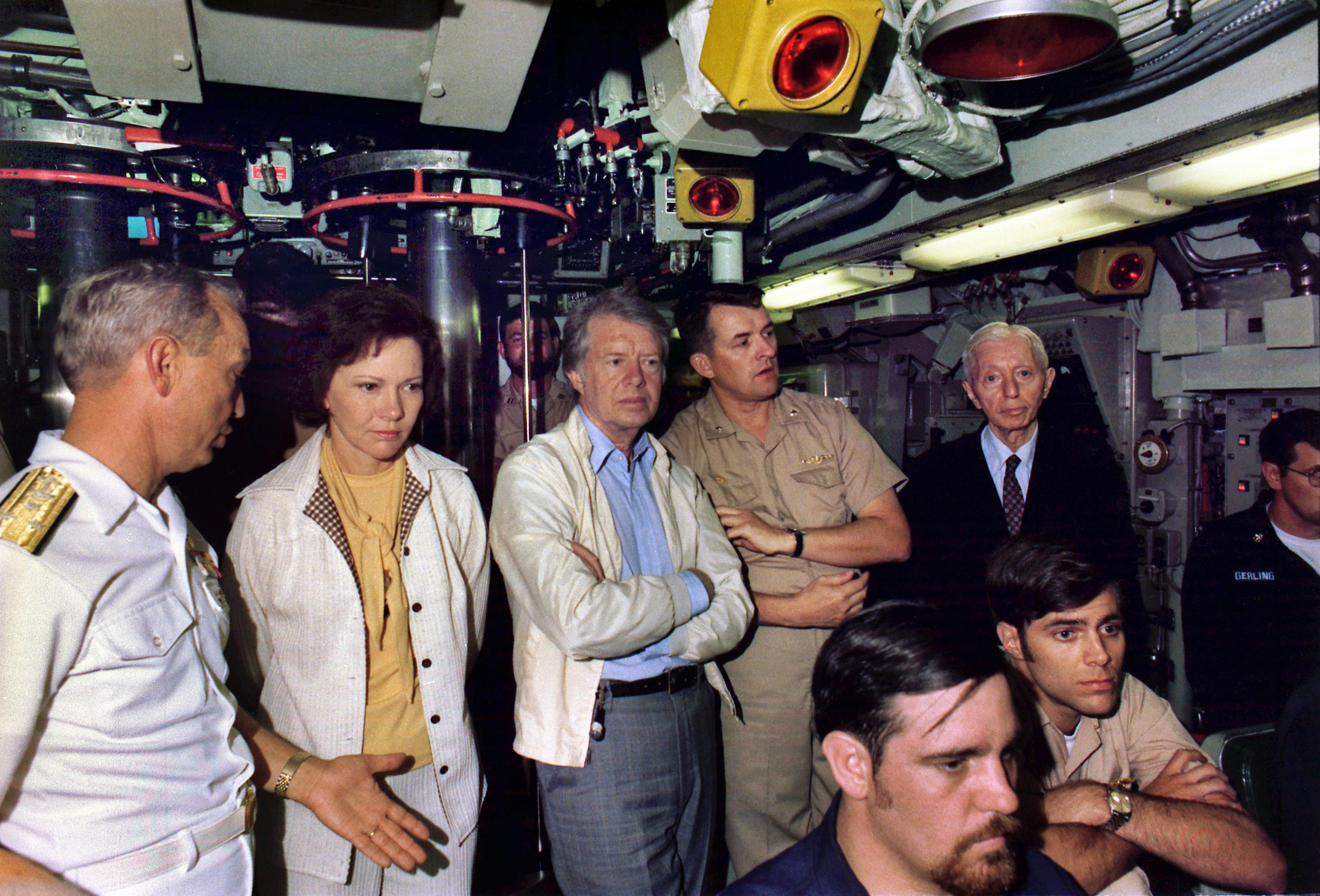
Il presidente Jimmy Carter, la moglie Rosalynn e l'ammiraglio Hyman G. Rickover (estrema destra) a bordo del Los Angeles, maggio 1977

Il Los Angeles nel maggio 1977 ospitò il presidente Jimmy Carter e la moglie Rosalynn per una dimostrazione in mare delle sue capacità.
Il sottomarino effettuò il suo primo dispiegamento operativo nel Mar Mediterraneo nel 1977 e per questo motivo ricevette una Meritorious Unit Citation. Nel 1978 il Los Angeles venne trasferito alla flotta del Pacifico e venne assegnato al Submarine Squadron 7, con sede nella base navale di Pearl Harbor. Nei successivi 32 anni condusse 17 schieramenti nel Pacifico e ottenne otto Meritorious Unit Citation e una Navy Unit Commendation. Il Los Angeles partecipò a quattro esercitazioni multinazionali "Rim of the Pacific" (RIMPAC) e approdò in numerosi porti stranieri quali Italia, Filippine, Diego Garcia, Hong Kong, Mauritius, Australia, Giappone, Corea del Sud, Canada e Singapore.
Nel 1999, al Los Angeles vennero apportate delle modifiche per poter trasportare un Dry Deck Shelter (DDS). Le sue capacità includevano guerra sottomarina, guerra di superficie, guerra d'attacco, operazioni minerarie, consegna di forze speciali, ricognizione, supporto e scorta di gruppi di battaglia di portaerei e raccolta di informazioni.

### Radiazione
Nel 2007 era il sottomarino più anziano in servizio attivo con la Marina degli Stati Uniti.
Il Los Angeles venne dismesso il 23 gennaio 2010, nel porto di Los Angeles, California, la sua omonima città. Il 1 febbraio 2010 venne disattivato e venne ufficialmente dismesso il 4 febbraio 2011. Il reparto del sottomarino più antico della flotta trasporta la tavola da cribbage personale dell'ammiraglio Richard O'Kane e, dopo il suo smantellamento, la tavola fu trasferita alla successiva barca più vecchia dell'epoca, la USS Bremerton (SSN-698). L'ex Los Angeles entrò nel programma di riciclaggio di navi e sottomarini della Marina il 1º febbraio 2010 e lo smantellamento venne completato il 30 novembre 2012.

## Comandanti
Lista di comandanti dell'USS Los Angeles e relativa data di assunzione del comando:
1. Comandante John Edward Christensen Jr: 13 novembre 1976;
2. Comandante Ralph Eugene Beedle: 21 ottobre 1977;
3. Comandante John Francis Shipway: 18 febbraio 1981;
4. Comandante David Ian Stanley: 13 aprile 1985;
5. Comandante John Karson Eldridge: 11 dicembre 1987;
6. Comandante Michael Stephen Myers: 22 maggio 1990;
7. Comandante John Searles Boulden III: 2 marzo 1993;
8. Comandante Thomas Garie Rubenstein: 19 aprile 1996;
9. Comandante Mark David Jenkins: 11 dicembre 1998;
10. Comandante Christopher Brent Thomas: 30 agosto 2000;
11. Comandante Thomas Patrick Stanley: 10 settembre 2003;
12. Comandante Erik Alfred Burian: 10 luglio 2006;
13. Comandante Steven Monroe Harrison: 22 agosto 2008.